# Lucio Gutiérrez
Lucio Edwin Gutiérrez Borbúa (Quito, 23 marzo 1957) è un politico e militare ecuadoriano.
È stato presidente della Repubblica dell'Ecuador dal 15 gennaio 2003 al 20 aprile 2005, quando fu destituito dal Congresso.

## Biografia
Addestrato nelle Forze Speciali dell'esercito ecuadoriano, si è laureato in Ingegneria civile e in Amministrazione presso la Scuola Politecnica dell'Esercito a Quito. Ha inoltre ottenuto la licenza in Educazione Fisica presso la Scuola dell'Esercito di Rio de Janeiro, in Brasile e i diplomi in relazioni internazionali e difesa continentale all'Inter-American Defense College (IADC) di Washington, negli Stati Uniti, in sicurezza nazionale all'Istituto Nazionale di Guerra delle forze armate ecuadoriane, in scienze militari all'Accademia di Guerra dell'Esercito a Quito.
Nel 1996 fu nominato attendente di campo dell'allora presidente della Repubblica Abdalá Bucaram.

### Il golpe del 2000
Il 21 gennaio 2000, quando era colonnello dell'esercito ecuadoriano, partecipò al colpo di Stato che destituì il presidente Jamil Mahuad e, insieme al presidente della Confederazione nazionale indigena dell'Ecuador (CONAIE) Antonio Vargas e all'ex componente della Corte Suprema di Giustizia Carlos Solórzano, formò una giunta di governo di salvezza nazionale che non ottenne riconoscimento internazionale. Nello stesso giorno, la giunta venne esautorata dalla Forze Armate del Paese, che l'indomani offrirono la presidenza a Gustavo Noboa, sino a quel momento vice di Mahuad.
Gutiérrez, insieme agli altri militari coinvolti nel colpo di Stato, venne congedato delle Forze Armate e imprigionato per sei mesi.

### Candidatura alla presidenza della Repubblica
Rilasciato grazie all'intervento del presidente Noboa, Gutiérrez si candidò alla presidenza della Repubblica per il partito "Società patriottica 21 gennaio" in una coalizione sostenuta dalla CONAIE e da altri partiti di sinistra. Dopo una campagna elettorale di stampo populista culminata con le elezioni dell'autunno 2002, il 22 novembre sconfisse al ballottaggio il candidato conservatore, l'imprenditore Álvaro Noboa Pontón.

### Mandato presidenziale
Nonostante la sua candidatura fosse stata sostenuta dai partiti equatoriano di sinistra, incluso il movimento Pachakutik, a soli tre mesi dall'elezione Gutiérrez decise di accordarsi con il Partito Sociale Cristiano, di destra, e di rafforzare i legami con gli Stati Uniti. Nel frattempo, il governo venne indebolito sia dallo scontro interno sulla politica economica e sanitaria sia dall'accusa di corruzione a carico dello stesso Gutiérrez, accusato di impiegare fondi pubblici nella campagna elettorale per le amministrative. Lo stesso vicepresidente Alfredo Palacio si astenne platealmente dal prendere le difese del capo di Stato.
Ad ottobre 2004 poco prima che la Corte Suprema di Giustizia potesse pronunciarsi in merito alle accuse di corruzione a suo carico, Gutiérrez ne sostituì i membri con giudici a lui politicamente affini. Allo scopo di garantire la ratifica parlamentare dell'atto di sostituzione dei giudici della Corte Suprema, Gutiérrez strinse un accordo con i partiti degli ex presidenti in esilio, Abdalá Bucaram e Gustavo Noboa, in modo da garantire il loro rientro in patria.

### Proteste popolari e destituzione
Le ingerenze di Gutiérrez nelle decisioni della Corte Suprema di Giustizia furono considerate da gran parte dell'opinione pubblica una violazione dello stato di diritto e del principio di separazione dei poteri e determinarono numerose proteste, culminate nello sciopero generale a oltranza che interessò la capitale Quito a partire dal 13 aprile 2005. La protesta venne però platealmente ignorata da Gutiérrez nelle sue dichiarazioni ufficiali. L'atteggiamento del presidente - che definì i manifestanti "un gruppo di facinorosi" - finì per inasprire ulteriormente gli animi tanto da far scendere in piazza numerosi cittadini che inizialmente si erano tenuti distanti dalle manifestazioni. Il 15 aprile venne proclamato lo stato di emergenza nella capitale, ma lo sciopero si estese ad altre città del Paese.
Il 20 aprile, mentre l'esercito ritirò l'appoggio a Gutiérrez "per preservare la sicurezza della nazione", il Congresso Nazionale si autoconvocò in una riunione d'emergenza in una sede diversa da quella abituale: in una concitata riunione sfiduciò il presidente del Congresso, vicino a Gutiérrez, decretò che il presidente della Repubblica aveva tradito il proprio mandato trasformandosi in un dittatore e, ai sensi dell'articolo 167 della Costituzione, lo sostituì con il vicepresidente Alfredo Palacio.

### Dopo la destituzione
Una volta destituito, Gutiérrez trovò rifugio presso l'ambasciata brasiliana in Ecuador e ottenne quindi asilo politico in Brasile, dove giunse il 24 aprile. Nel frattempo, il neo-presidente Palacio gli aveva assicurato un salvacondotto per abbandonare il Paese.
Poco dopo, tuttavia, Gutiérrez rinunciò all'asilo politico e si trasferì in Perù, negli Stati Uniti e in Colombia prima di fare ritorno volontario in Ecuador il 15 ottobre. Appena giunto all'aeroporto di Manta, venne tuttavia arrestato con l'accusa di sovversione. Fino a quella data, infatti, Gutiérrez continuava a proclamarsi presidente legittimo dell'Ecuador.
Scagionato e pubblicato il 3 marzo 2006, riprese l'attività politica: si candidò alle elezioni presidenziali dell'ottobre 2006 sostenuto dal Partito Società Patriottica e dal Partito Sociale Cristiano, ottenendo il 17% dei voti e risultando pertanto il terzo candidato più votato.
Gutiérrez presentò la propria candidatura anche alle elezioni presidenziali dell'aprile 2009, quando raccolse il 26,8% dei voti, arrivando secondo dietro Rafael Correa. Dopo la sconfitta, Gutiérrez denunciò brogli elettorali, benché tutti i sondaggi avessero dato per scontata la vittoria di Correa e nonostante numerosi osservatori internazionali avessero attestato la regolarità delle procedure di voto. Successivamente, Gutiérrez si è autoproclamato leader dell'opposizione e ha varato un governo ombra, considerato dal presidente Correa "un atto di istigazione".